# Kozłowo (Unikowo)
Kozłowo – część wsi Unikowo w Polsce, położona w województwie mazowieckim, w powiecie mławskim, w gminie Strzegowo.
Do 11 maja 1927 miejscowość nosiła nazwę Koziemędy.
W latach 1975–1998 Kozłowo należało administracyjnie do województwa ciechanowskiego.